# Astragalus dillinghami
Astragalus dillinghami es una especie de planta del género Astragalus, de la familia de las leguminosas, orden Fabales.

## Distribución
Astragalus dillinghami se distribuye por Perú.

## Taxonomía
Fue descrita científicamente por Macbr. Fue publicada en Publications of the Field Museum of Natural History. Botanical 8: 98 (1930).